# Lamprocryptidea ruficoxis
Lamprocryptidea ruficoxis är en stekelart som först beskrevs av Brulle 1846.  Lamprocryptidea ruficoxis ingår i släktet Lamprocryptidea och familjen brokparasitsteklar. Inga underarter finns listade i Catalogue of Life.